# Pchi

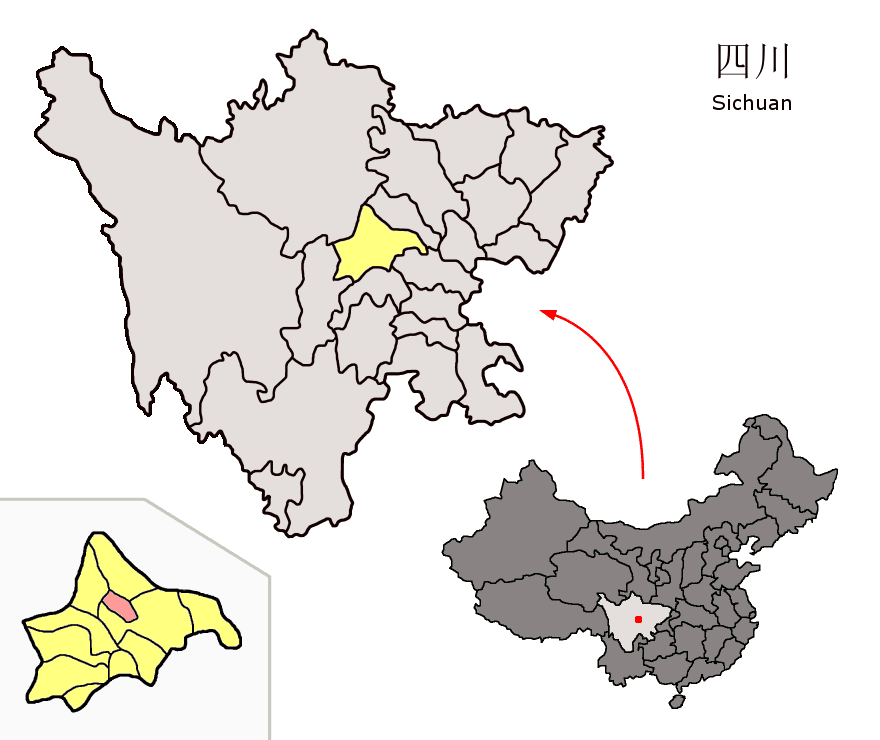
Poloha okresu Pchi

Okres Pchi (čínsky v českém přepisu Pchi sien, pchin-jinem Pí Xiàn, znaky zjednodušené 郫县, tradiční 郫縣) je okres spadající pod město Čcheng-tu, hlavní město provincie S’-čchuan v Čínské lidové republice. Nachází se severozápadně od jádra Čcheng-tu, má rozlohu 437 čtverečních kilometrů a žije v něm zhruba půl milionu obyvatel.
Zdejší specialitou je ostře kořeněná kaše tou-pan-ťiang.